# Operatie Sonnenblume

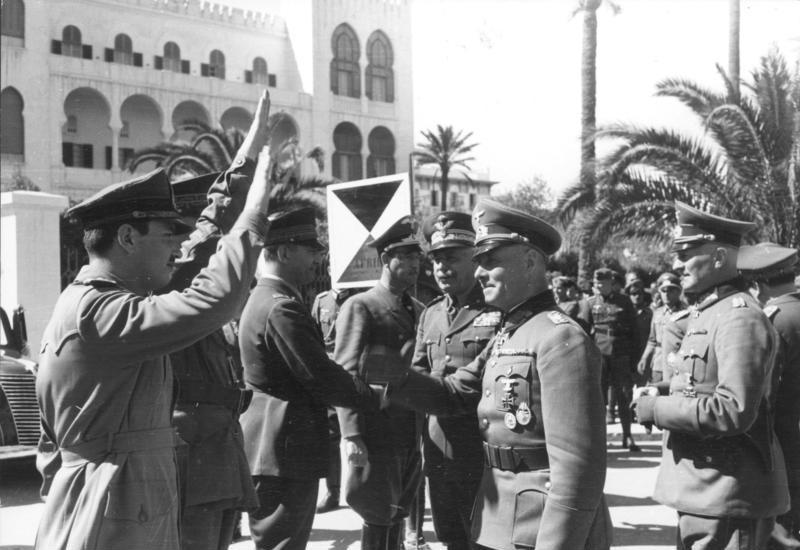
Aankomst van Erwin Rommel in Tripoli

Operatie Sonnenblume (Nederlands: Zonnebloem) was de codenaam voor de landing van de eerste Duitse troepen in Noord-Afrika gedurende de Tweede Wereldoorlog. In februari 1941 werd besloten om troepen naar Noord-Afrika te sturen om de Italiaanse troepen te ondersteunen. Hitler besloot hiertoe omdat de Britten de overhand in de woestijnoorlog leken te krijgen. De Italiaanse troepen, die alleen verouderd materieel tot hun beschikking hadden, waren niet opgewassen tegen de strategisch sterke Britten.
In december 1940 had de Italiaanse dictator Benito Mussolini de hulp van Duitsland nog weggewuifd. De krijgskansen keerden in Noord-Afrika echter snel met de Britse Operatie Compass, zodat Mussolini in januari 1941 alsnog om hulp van de Duitsers moest vragen. Mussolini vroeg aan Hitler of hij een tankdivisie wilde sturen ter ondersteuning van de Italiaanse troepen. Hitler zag het gevaar van een Britse overmacht in Noord-Afrika en besloot daarom met tegenzin een divisie tanks naar de woestijn te sturen, hoewel hij de "zandbak" in Afrika strategisch onbelangrijk vond in vergelijking met de strijd tegen Groot-Brittannië en de Sovjet-Unie.
Op 6 februari 1941 gaf het Oberkommando der Wehrmacht (het opperbevel van het Duitse leger) de opdracht aan de OKH (Landmacht) en de OKL (luchtmacht) om zich gereed te maken voor de verplaatsing van een pantserdivisie. Twee dagen later vertrokken de eerste schepen met pantservoertuigen aan boord vanuit Napels naar Noord-Afrika. Op 12 februari kwamen de eerste troepen aan land in Tripoli, in het toen nog door de Italianen gekoloniseerde Libië. Op 14 februari kwamen de eerste troepen van de gemotoriseerde 5e Lichte Divisie (later 21e Pantserdivisie) aan land. Zij werden direct oostwaarts gestuurd, naar het front in El Agheila aan de Golf van Sirte. Later arriveerden de 15e Pantserdivisie en nog meer troepen van de 5e Lichte Divisie. De beide divisies zouden later het Afrika Korps vormen. Erwin Rommel werd aangesteld als bevelhebber van de Duitse troepen in Noord-Afrika.

## 5e Lichte Divisie
De divisie arriveerde in Noord-Afrika met 161 tanks, waarvan 25 Panzerkampfwagens I, 45 Panzerkampfwagens II, 71 Panzerkampfwagens III en 20 Panzerkampfwagens IV.

## 15e Pantserdivisie
De divisie arriveerde in Noord-Afrika met 136 tanks, waarvan 45 Panzerkampfwagens II, 71 Panzerkampfwagens III en 20 Panzerkampfwagens IV.